# The Best of Kansas
The Best of Kansas è un album di raccolta del gruppo rock statunitense Kansas, pubblicato nel 1984.

## Tracce
1. Carry On Wayward Son (Remixed version) – 5:22
2. Point of Know Return – 3:11
3. Fight Fire with Fire – 3:40
4. Dust in the Wind – 3:27
5. Song for America (Edited version) – 9:08
6. Perfect Lover – 4:19
7. Hold On – 3:52
8. No One Together – 6:57
9. Play the Game Tonight – 3:26
10. The Wall (Remixed version) – 4:49